# DJI (компания)
DJI Technology Co., Ltd. (Dajiang Innovation Technology Co., на китайски: 大疆创新科技有限公司) е китайска частна компания, производител на мултикоптери, микроконтролери, видеооборудване. Тя е един от пионерите и лидер на пазара на безпилотни летателни апарати (БПЛА), иноватор на пазара на летящи дронове, контролери за БПЛА и оборудване за стабилизация на изображението. Седалището на компанията е разположено в Шънджън.

## Произшествия
Немалка роля за ръста на популярността на продукцията на компанията изиграват няколко куриозни произшествия с дроновете DJI. През януари 2015 г. един дрон DJI Phantom губи контрол от своя небрежен стопанин (нетрезвен сътрудник на американското разузнаване) и се разбива на поляната пред Белия дом, което предизвиква широко отразяване на случая в пресата по целия свят. По-опасен е случаят през април 2015 г., когато дрон със знак за радиация (и натоварен с радиоактивна почва от мястото на аварията на АЕЦ „Фукушима-1“) се приземява на покрива на резиденцията на премиер-министъра на Япония Шиндзо Абе. „Не мисля, че си струва да придаваме на тези истории някакво значение. Те даже ни помогат“, казва Ван Тао, създателят на DJI. Програмното осигуряване на коптерите DJI след тези случаи е модифицирано така, че дроновете да не могат да летят в близост до аеродруми и „забранени зони“.

## Галерия
- DJI Phantom 3
- DJI Phantom 4
- DJI Inspire
- DJI Inspire 2
- DJI-S800 („Spreading Wings“)